# Sydney Island (ö i Australien, Queensland, lat -16,69, long 139,46)
Sydney Island är en ö i Australien. Den ligger i delstaten Queensland, omkring 1 800 kilometer nordväst om delstatshuvudstaden Brisbane. Arean är 10,5 kvadratkilometer. Den sträcker sig 4,4 kilometer i nord-sydlig riktning, och 4,1 kilometer i öst-västlig riktning.
Savannklimat råder i trakten. Genomsnittlig årsnederbörd är 1 249 millimeter. Den regnigaste månaden är januari, med i genomsnitt 410 mm nederbörd, och den torraste är augusti, med 1 mm nederbörd.